# Ommadawn
Ommadawn – trzeci studyjny album Mike’a Oldfielda wydany w 1975 roku.
Podobnie jak poprzednie albumy Oldfielda, składa się z dwóch suit, jednak tym razem, na końcu płyty, została również dołączona krótka folkowa piosenka, napisana wspólnie przez Oldfielda i Williama Murraya pt. „On Horseback” (w większości edycji nie wyróżniona w spisie utworów). Poza wspomnianą piosenką, album stylistycznie stanowi kontynuację poprzednich płyt. Jednak technicznie jest bardziej dopracowany i aranżacyjnie rozwinięty. Ujawniają się tu wpływy, jak wcześniej muzyki celtyckiej, ale także np. afrykańskiej (zespół bębniarzy pod przewodnictwem Juliana Bahuli).

## Utwory
Album zawiera:
1. „Ommadawn, Part one” – 19:23
2. „Ommadawn, Part two” – 17:17

Wersja 2:
1. „Ommadawn, Part one” – 19:23
2. „Ommadawn, Part two” – 13:54
3. „On Horseback” – 3:23

## Twórcy
Twórcami albumu są
- Mike Oldfield – gitara akustyczna, gitara klasyczna, gitara dwunastostrunowa, gitara elektryczna, steel guitar, gitara basowa, kontrabas, mandolina, buzuki, bodhrán, pianino, organy, dzwonki, harfa, instrumenty perkusyjne, szpinet, syntezator, wokal, producent, inżynier,
- Don Blakeson – trąbka
- The Hereford City Band – instrumenty dęte blaszane
- Julian Bahula – lider zespołu afrykańskich bębniarzy
- Pierre Moerlen – kotły
- Paddy Moloney – dudy
- William Murray – instrumenty perkusyjne
- Sally Oldfield – wokal
- Terry Oldfield – fletnia Pana
- Leslie Penning – flet prosty
- „The Penrhos Kids” (Abigail, Briony, Ivan i Jason Griffiths) – wokal na „On Horseback"
- Clodagh Simonds – wokale
- Bridget St John – wokal
- David Strange – wiolonczela
- David Bailey – zdjęcie wykorzystane na okładce